# Luke Williams
Luke Williams (Londres, Inglaterra, 1 de mayo de 1981) es un entrenador de fútbol inglés. Actualmente está sin club.

## Trayectoria

### Inicios
Williams tuvo una corta carrera como jugador de fútbol y fue liberado de la academia del Norwich City cuando era un adolescente.Entre los 19 y los 23 años, se sometió a cinco operaciones en cuatro años para corregir una lesión en la rodilla.Realizó trabajos en un almacén y condujo minibuses para ganar dinero extra. Posteriormente, decidió centrarse en ser entrenador, trabajó en Leyton Orient y West Ham United, y más tarde se convirtió en un FA Skills Coach.
Más tarde se convirtió en entrenador de desarrollo del Brighton & Hove Albion, donde dirigió el sub-21 y la reserva durante varios años bajo la dirección del entrenador del primer equipo, Gustavo Poyet.Bajo su cargo, las Gaviotas disputaron su primer encuentro en el Amex Stadium, inaugurado en 2011, cuando vencieron a Eastbourne Borough en la final de la Sussex Senior Challenge Cup.

### Swindon Town
En 2013, Williams fue nombrado asistente técnico de Mark Cooper en el Swindon Town de la League One, y ayudó al equipo a llegar a los play-offs de 2015 antes de perder ante Preston North End en la final.Tras la partida de Cooper, trabajó como asistente de Lee Power y Martin Ling, antes de convertirse en entrenador interino en diciembre de 2015 después de la renuncia de este último.
En enero de 2016, fue ratificado en el cargo hasta el final de la temporada.Más tarde, firmó un contrato de cinco años como entrenador después de ganar seis de sus 10 partidos a cargo.En mayo de 2017, dejó su cargo de mutuo acuerdo tras el descenso del club a la League Two al final de la temporada 2016-17.

### Etapa posterior
Tras su salida, Williams se convirtió en entrenador del equipo sub-23 de Bristol City en 2017,antes de convertirse en asistente técnico de Russell Martin en Milton Keynes Dons en 2019 y Swansea City en 2021.En ambos clubes, ayudó al entrenador a implementar un estilo de juego basado en la posesión.

### Notts County
El 14 de junio de 2022, Williams fue oficializado como entrenador del Notts County de la National League.En su primera temporada, el club obtuvo 107 puntos, un récord del club, pero terminó segundo detrás del Wrexham.En los play-offs, obtuvo el ascenso a la League Two al derrotar al Chesterfield en los penaltis en la final de la eliminatoria en el estadio de Wembley.
En enero de 2024, presentó su renuncia cuando el club estaba quinto en la liga y había marcado 55 goles, la cifra más alta en las cuatro principales divisiones de Inglaterra.

### Swansea City
El 5 de enero de 2024, Williams fue anunciado como entrenador del Swansea City con un contrato de tres años y medio, reemplazando a Michael Duff.En febrero de 2025, dejó su cargo después de una racha de siete derrotas en nueve partidos del Championship.

## Clubes

### Como entrenador
| Club         | País       | Año       |
| ------------ | ---------- | --------- |
| Swindon Town | Inglaterra | 2015-2017 |
| Notts County | Inglaterra | 2022-2024 |
| Swansea City | Gales      | 2024-2025 |